# Drosophila entrichocnema
Drosophila entrichocnema är en tvåvingeart som först beskrevs av Elmo Hardy 1965.  Drosophila entrichocnema ingår i släktet Drosophila och familjen daggflugor.
Artens utbredningsområde är Hawaii.